# José Vidal (futbolista)
José Vidal (15 de diciembre de 1896-3 de julio de 1972) fue un futbolista uruguayo. Jugaba de volante central.
Jugó la mayor parte de su carrera en Belgrano Football Club.
Fue campeón con la selección uruguaya en los Juegos Olímpicos de París 1924. En este torneo disputó como titular cuatro de los cinco encuentros (únicamente fue al banco en el partido por tercera ronda frente a Francia).
Fue quien convirtió el primer gol de la selección Uruguaya en el campeonato mundial, reconocido por la FIFA y organizado y disputado en los Juegos Olímpicos de París 1924 y por lo tanto el primer gol que convirtiera Uruguay en un campeonato mundial.
Además era el delegado representante de la delegación Uruguaya durante dichos juegos, siendo quien llevara la bandera y desfilara adelante de todo el grupo de deportistas.
En el museo del fútbol en el Estadio Centenario de Uruguay, se encuentran los zapatos de fútbol originales que disputaron dichos juegos, como la bandera que llevara la selección.
Fue campeón del Campeonato Sudamericano 1923, en el que fue titular en los tres partidos. También formó parte de los planteles uruguayos en los Campeonatos Sudamericanos de 1922 y 1924, aunque en dichos torneos no disputó ningún encuentro.
Tiene una marca importante jugando por la Selección de fútbol de Uruguay: disputó siete encuentros y venció en todos. Además se consagró campeón en los dos torneos en los que jugó (Campeonato Sudamericano 1923 y Juegos Olímpicos de París 1924).